# 日本選手権水泳競技大会オープンウォータースイミング競技
日本選手権水泳競技大会オープンウォータースイミング競技は、毎年秋に千葉県館山市で開催されるオープンウォータースイミングの全国大会である。主催は日本水泳連盟。

## 概要
2000年に海の日を記念して、オープンウォータースイミングジャパンオープン（Open Water Swimming Japan Open）として新設され、その前後に千葉県館山市の北条海岸で開催されていた。翌日には館山オープンウォータースイムレース（館山OWS、1997年より開催）も開催される。ただし、2007年は台風4号、2020年も台風14号の影響により中止になった。
出場資格は、本年の日本選手権水泳競技大会出場、前年の日本選手権(25m)水泳競技大会出場、または、過去4年以内に本大会で8位以内に入っているなど、いくつか条件がある。
2015年は開催時期を9月に移す（館山OWSは7月のまま）。
2016年からは日本選手権として開催され、会場もお台場海浜公園に変更されたが、お台場の水質の問題から2018年以降は館山にもどり（開催時期はそのまま）、定着しつつある。

## 実施種目
- 5km男子
- 5km女子
- 10km男子
- 10km女子

## 歴代優勝者
| 2000                          |                                         |                                    |                          |                           |                          |                                    |                         |                               |           |                                                                       |
| 2001                          |                                         |                                    |                          |                           |                          |                                    |                         |                               |           |                                                                       |
| 2002                          |                                         |                                    |                          |                           |                          |                                    |                         |                               |           |                                                                       |
| 2003                          |                                         |                                    |                          |                           |                          |                                    |                         |                               |           |                                                                       |
| 2004                          |                                         |                                    |                          |                           |                          |                                    |                         |                               |           |                                                                       |
| 2005                          |                                         |                                    |                          |                           |                          |                                    |                         |                               |           |                                                                       |
| 2006                          |                                         | 東翔 1時間50分24秒                 | 平下心 1時間57分34秒     | 国際武道大学A             | 国士舘大学A              |                                    |                         |                               |           |                                                                       |
| 2007                          | （中止）                                | （中止）                           | （中止）                 | （中止）                  | （中止）                 |                                    |                         |                               |           |                                                                       |
| 2008                          |                                         | 東翔 1時間56分23秒                 | 山口綾乃 2時間07分46秒   | 順天堂大学                | 国士舘大学B              |                                    |                         |                               |           |                                                                       |
| 2009                          |                                         | 平井康翔 2時間21分09秒             | （中止）                 | （中止）                  | （中止）                 |                                    |                         |                               |           |                                                                       |
| 年                            | 開催地                                  | 個人男子                           | 個人女子                 | リレー男子大学            | リレーオープン           |                                    |                         |                               |           |                                                                       |
| 2010                          |                                         | 秋元洸輔 2時間12分58秒             | 貴田裕美 2時間16分45秒   | 国士舘大学A               | 国士舘大学F              |                                    |                         |                               |           |                                                                       |
| 年                            | 開催地                                  | 個人男子                           | 個人女子                 | リレー男子大学            | リレー女子大学           |                                    |                         |                               |           |                                                                       |
| 2011                          |                                         | 土井大輔 2時間04分24秒22           | 山口綾乃 2時間27分17秒87 | 順天堂大B                 | （出場者なし）           |                                    |                         |                               |           |                                                                       |
| 2012                          |                                         |                                    |                          |                           |                          |                                    |                         |                               |           |                                                                       |
| 年                            | 開催地                                  | 男子10km                           | 女子10km                 | 男子5km                   | 女子5km                  |                                    |                         |                               |           |                                                                       |
| 2013                          |                                         | 野原聡 2時間04分43秒00             | 浅山美貴 2時間16分14秒00 | 日原彬 1時間01分35秒00    | 後藤沙貴 1時間10分06秒00 |                                    |                         |                               |           |                                                                       |
| 2014                          |                                         | 平井康翔 1時間55分44秒02           | 貴田裕美 2時間03分44秒01 | 小林憲明 1時間01分30秒91  | 平松千明 1時間04分49秒51 |                                    |                         |                               |           |                                                                       |
| 2015                          |                                         | 平井康翔 2時間04分59秒4            | 貴田裕美 2時間12分28秒3  |                           |                          |                                    |                         |                               |           |                                                                       |
| 日本選手権水泳競技大会OWS競技 |                                         |                                    |                          |                           |                          |                                    |                         |                               |           |                                                                       |
| 年                            | 開催地                                  | 男子10km                           | 男子10km                 | 男子10km                  | 男子10km                 | 女子10km                           | 女子10km                | 女子10km                      | 女子10km  | 備考                                                                  |
| 2016                          | 千葉県館山市・北条海岸                  | 平井康翔                           | 平井康翔                 | 1:55:11.0                 | 1:55:11.0                | 森山幸美                           | 森山幸美                | 2:03:59.5                     | 2:03:59.5 |                                                                       |
| 2017                          | 千葉県館山市・北条海岸                  | 野中大暉                           | 野中大暉                 | 1:54:50.7                 | 1:54:50.7                | 森山幸美                           | 森山幸美                | 2:00:4.6                      | 2:00:4.6  |                                                                       |
| 2018                          | 千葉県館山市・北条海岸                  | 南出大伸                           | 南出大伸                 | 1:55:10.8                 | 1:55:10.8                | 森山幸美                           | 森山幸美                | 2:06:54.2                     | 2:06:54.2 |                                                                       |
| 2019（第95回）                | 千葉県館山市・北条海岸                  | 豊田壮 チームふくい                | 豊田壮 チームふくい      | 1:59:5.5                  | 1:59:5.5                 | 貴田裕美 コナミスポーツ            | 貴田裕美 コナミスポーツ | 2:7:50.8                      | 2:7:50.8  | 2020年東京オリンピック、2020年全豪選手権大会選考会                    |
| 2020(第96回)                  | （中止）                                | （中止）                           | （中止）                 | （中止）                  | （中止）                 | （中止）                           | （中止）                | （中止）                      | （中止）  | （中止）                                                              |
| 年                            | 開催地                                  | 男子10km                           | 男子10km                 | 女子10km                  | 女子10km                 | 男子5km                            | 男子5km                 | 女子5km                       | 女子5km   | 備考                                                                  |
| 2021 （第97回）               | 須崎市立スポーツセンター シーパーク大島 | 南出大伸 木下グループ              | 1:54:12.4                | 蝦名愛梨 日本体育大       | 2:03:27.0                | 南出大伸 木下グループ              | 58:59.4                 | 森山幸美 SWANS                | 1:02:01.6 | 2022年全豪選手権大会選考会                                            |
| 2022 （第98回）               | 千葉県館山市・北条海岸                  | 南出大伸 木下グループ              | 2:01:26.4                | 蝦名愛梨 日本体育大       | 2:05:55.1                | 江沢陸 ルネサンス／明治大          | 58:02.8                 | 蝦名愛梨 日本体育大           | 1:00:41.4 | 2023年全豪選手権選考会                                                |
| 2023 （第99回）               | 千葉県館山市・北条海岸                  | 南出大伸 木下グループ              | 2:00:25.5                | 梶本一花 枚方SS／同志社大 | 2:05:29.7                | 南出大伸 木下グループ              | 59:14.5                 | 小島光丘 中京大中京高／東邦SC | 1:05:31.4 | 男女10㎞上位2位が2024年ドーハ世界選手権選考会                         |
| 2024 （第100回）              | 千葉県館山市・北条海岸                  | 辻森魁人 日本大／PHOENIX SWIM TEAM | 1:55:04.0                | 梶本一花 枚方SS／同志社大 | 2:04:39.3                | 辻森魁人 日本大／PHOENIX SWIM TEAM | 56:09.5                 | 竹澤瑠珂 東京SC／武蔵野高校   | 1:01:23.5 | 男女10㎞上位2位が2025年シンガポール世界選手権、2025年全豪選手権選考会 |